# Inhibitori monoaminooksidaze
Inhibitori monoaminooksidaze ili MAOI su antidepresivi koje inhibiraju djelovanje enzima koji pripadaju skupini monoaminooksidaza. MAOI su prvi lijekovi koji su odobreni za liječenje depresije 1950-ih. Koriste se i u liječenju drugih stanja, posebice Parkinsonove bolesti. Dijele se na starije, ireverzibilne, i novije, reverzibilne MAO inhibitore.
Od 2000. ovi se lijekovi koriste kao posljednja linija liječenja depresije. Razlog tome je možebitno smrtonosan porast krvnog tlaka pri farmakološkim interakcijama i prehrani bogatoj tiraminom. Ipak, neka istraživanja ukazuju na premalu upotrebu ovih lijekova u psihijatriji te da su, zbog modernih dijetarnih zakona, zadrške liječnika uvelike neopravdane. Ovi lijekovi ostaju nenadmašeni u učinkovitosti liječenja depresije, anhedonije i anksioznih stanja poput socijalne fobije.